# وینیلوپ
وینیلوپ یک فرایند فیزیکی بازیافت پلاستیک پلی وینیل کلرید (پی وی سی) است. اساس آن انحلال پی‌وی‌سی به منظور جداسازی آن از دیگر مواد و ناخالصی‌ها است.